# Christopher Allport
Christopher Alexander Allport (Santa Monica, 17 juni 1947 - Wrightwood, 25 januari 2008) was een Amerikaans acteur.
Allport speelde voornamelijk rollen in televisieseries sinds het begin van zijn professionele acteercarrière in de jaren 70. Zo was hij te zien in ER, Felicity, Dynasty (1981), Matlock, Shark, NCIS, CSI: Miami, JAG, The X-Files en NYPD Blue.
In januari 2008 kwam hij om het leven door een lawine in Wrightwood, Californië. Hij was van 1979 tot aan zijn dood getrouwd met Carolyn Bohannan.